# (4278) Harvey
Pour les articles homonymes, voir Harvey.
(4278) Harvey est un astéroïde de la ceinture principale.

## Description
(4278) Harvey est un astéroïde de la ceinture principale. Il fut découvert le 22 septembre 1982 à la station Anderson Mesa par Edward L. G. Bowell. Il présente une orbite caractérisée par un demi-grand axe de 2,27 UA, une excentricité de 0,18 et une inclinaison de 5,5° par rapport à l'écliptique.

## Compléments